# 琴盔马先蒿
琴盔马先蒿（学名：Pedicularis lyrata）
- 昆明植物研究所. . 《中国高等植物数据库全库》. 中国科学院微生物研究所.   [2009-02-25]. （原始内容存档于2016-03-05）.